# Denkmal der Union von Lublin

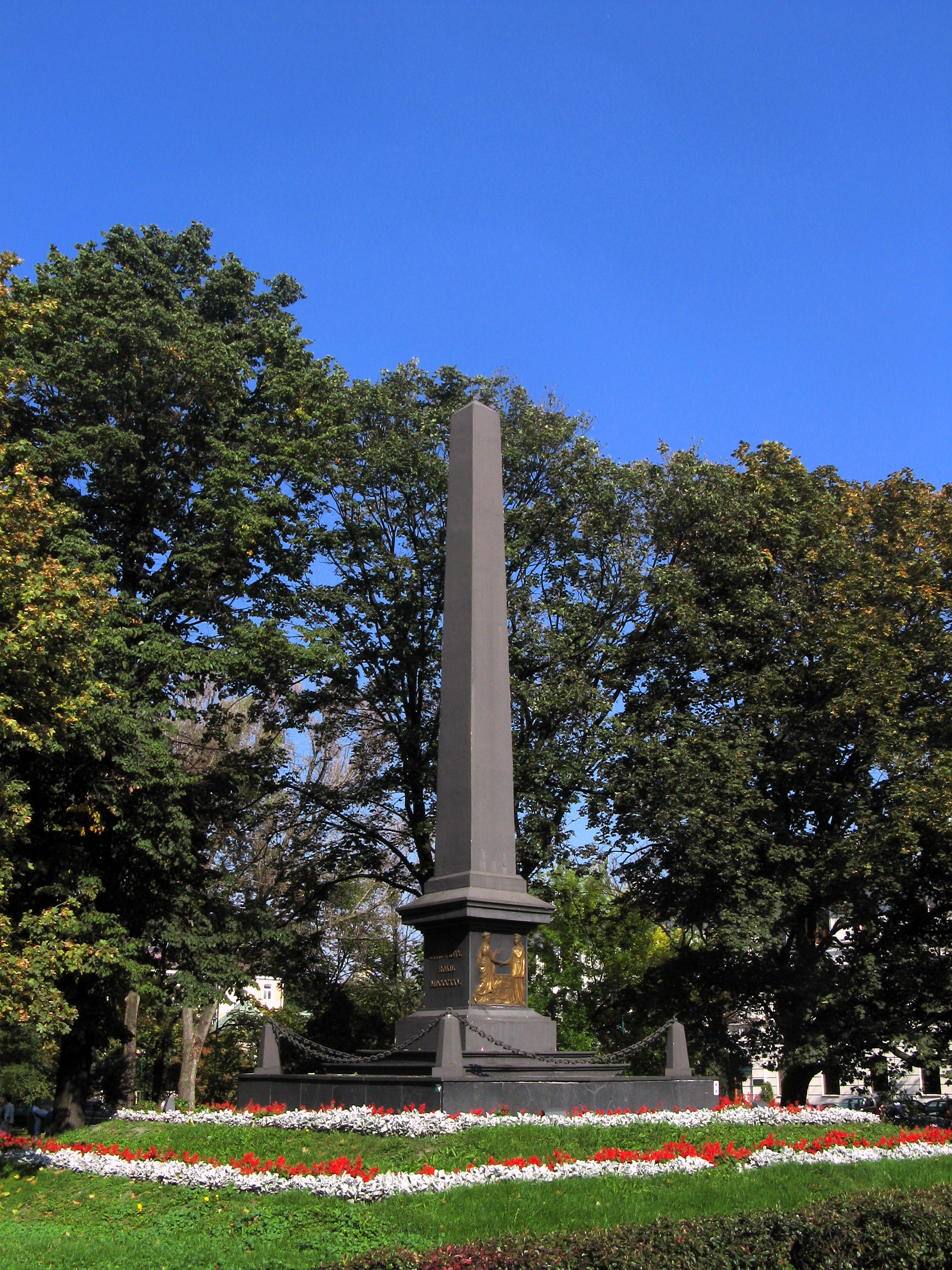
Denkmal der Union von Lublin. Errichtet 1828.

Das Denkmal der Union von Lublin auf dem Litauischen Platz in Lublin in Polen wurde im Auftrag von Stanisław Staszic errichtet und am 26. August 1828 enthüllt. Es erinnert an die Union von Lublin 1569 unter König Sigismund II. August.

## Geschichte

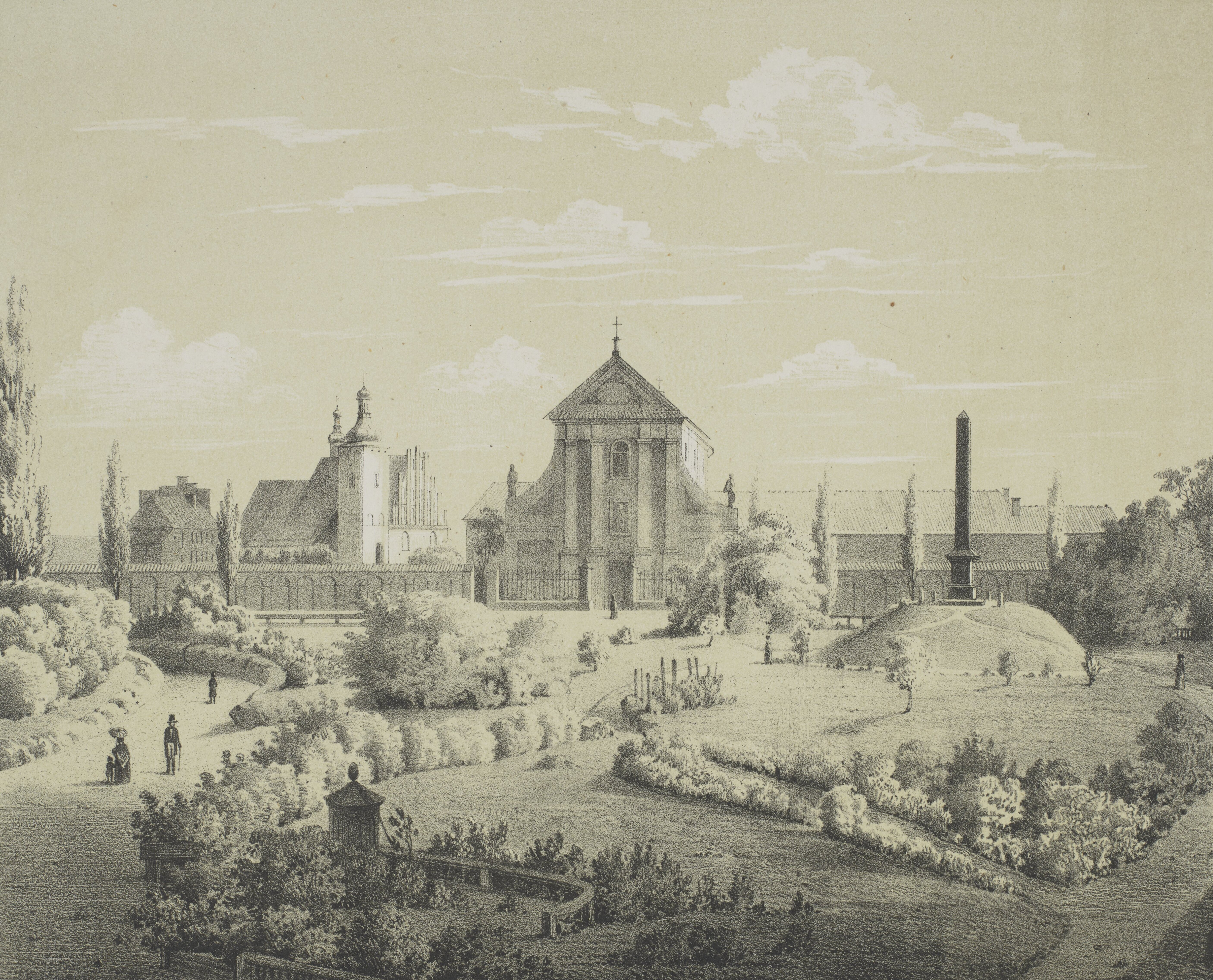
Kapuzinerkirche und Denkmal der Lubliner Union. Lithographie von Adam Leru, 1860.

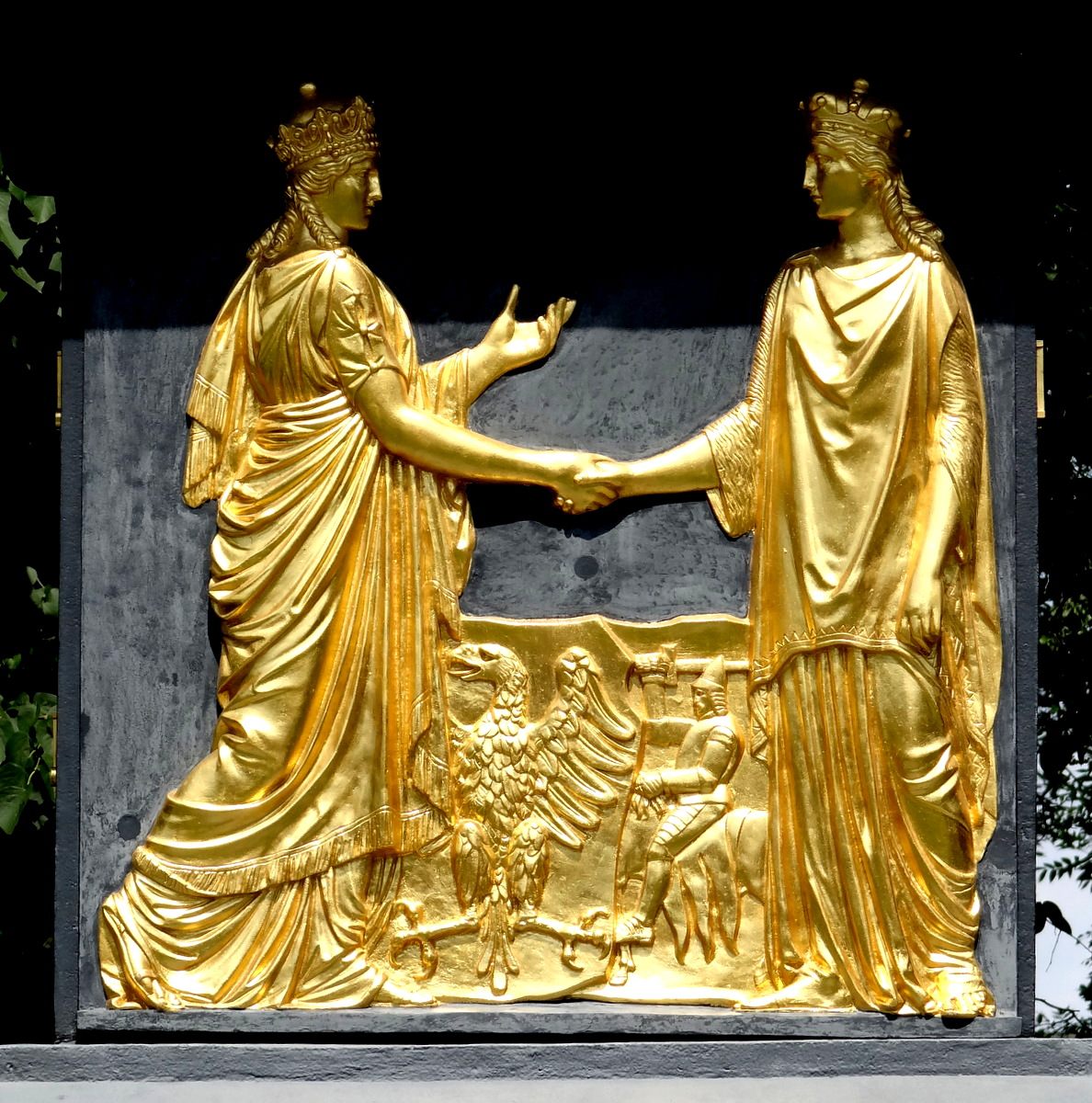
Relief von Pawel Maliński

Das erste Denkmal wurde unmittelbar nach der Unterzeichnung der Union von Lublin errichtet und befand sich in der Mitte des Litauischen Platzes. Es hatte die Form eines kleinen steinernen Obelisken mit zwei seitlichen Figuren. Die beiden Figuren sollten Polen und Litauen verkörpern. Als der Litauische Platz 1819 in einen Paradeplatz umfunktioniert wurde, wurde das Denkmal beschädigt und entfernt. Im Auftrag Stanisław Staszics wurde ab 1824 mit dem Bau eines neuen Denkmals begonnen. Der neue Obelisk wurde aus Stahlplatten in der Samsonów Gießerei gegossen. Aufgestellt wurde das neue Denkmal im Osten des Platzes auf einem kleinen Hügel. Wie bereits beim vorherigen Denkmal ziert auch dieses Denkmal am Sockel ein Relief zweier Figuren mit Handschlag. Das Relief wurde in Übereinstimmung mit Prof. Pawel Maliński, einem Schüler von Bertel Thorvaldsen, entworfen.

## Architektur
Der Obelisk hat eine Höhe von 13 Metern und befindet sich auf einem aus Ziegelsteinen gemauerten Sockel, welcher mit Granitplatten verkleidet ist.

## Renovierungen
Eine grundlegende Renovierung fand im Jahr 1999 zum 430. Jahrestag der Union von Lublin statt. 2008 wurde das Denkmal erneut instand gesetzt, die Fundamente verstärkt sowie beschädigte Elemente ausgetauscht. Ebenfalls wurde die Umgebung des Denkmals in den Zustand von 1860 versetzt, wie dies auf Zeichnungen von Adam Lerue überliefert ist. 